# Comté de Sussex (Delaware)
Pour les articles homonymes, voir Comté de Sussex.
Le comté de Sussex (en anglais : Sussex County) est un comté américain de l'État du Delaware. Il est l'un des trois comtés de l'État, situé dans sa partie méridionale. Sa population est de 197 145 habitants lors du recensement des États-Unis de 2010. Le siège de comté est Georgetown.

## Comtés voisins
| Comté de Caroline (Maryland)   | Comté de Kent (Delaware)      | Baie de la Delaware |
| Comté de Dorchester (Maryland) | comté de Sussex               | Océan Atlantique    |
| Comté de Wicomico (Maryland)   | Comté de Worcester (Maryland) |                     |

## Politique
Le comté de Sussex, rural et blanc, est politiquement conservateur. À l'image du Sud des États-Unis, ce comté traditionnellement démocrate est devenu favorable au Parti républicain.

## Démographie
| Groupe            | Comté de Sussex | Delaware | États-Unis |
| ----------------- | --------------- | -------- | ---------- |
| Blancs            | 79,0            | 68,9     | 72,4       |
| Afro-Américains   | 12,7            | 21,4     | 12,6       |
| Autres            | 4,2             | 3,4      | 6,4        |
| Métis             | 2,3             | 2,7      | 2,9        |
| Asiatiques        | 1,0             | 3,2      | 4,8        |
| Amérindiens       | 0,8             | 0,5      | 0,9        |
| Total             | 100             | 100      | 100        |
|                   |                 |          |            |
| Latino-Américains | 8,6             | 8,2      | 16,7       |

Selon l'American Community Survey, pour la période 2011-2015, 89,74 % de la population âgée de plus de 5 ans déclare parler l'anglais à la maison, 7,51 % l'espagnol, 0,58 % un créole français et 2,17 % une autre langue.
| Indicateur                             | Comté de Sussex | États-Unis |
| -------------------------------------- | --------------- | ---------- |
| Personnes de moins de 5 ans            | 5,0 %           | 6,1 %      |
| Personnes de moins de 18 ans           | 18,9 %          | 22,6 %     |
| Personnes de plus de 65 ans            | 26,7 %          | 15,6 %     |
| Femmes                                 | 51,6 %          | 50,8 %     |
| Personnes par foyer                    | 2,50            | 2,64       |
| Vétérans                               | 8,7 %           | 8,0 %      |
| Personnes nées étrangères à l'étranger | 6,7 %           | 13,2 %     |
| Personnes sans assurance maladie       | 8,9 %           | 10,2 %     |
| Personnes avec un handicap             | 9,2 %           | 8,6 %      |
| Revenus annuels                        | 29 630 $        | 29 829 $   |
| Personnes sous le seuil de pauvreté    | 11,6 %          | 12,3 %     |
| Diplômés du lycée                      | 86,2 %          | 87,0 %     |
| Diplômés de l'université               | 23,9 %          | 30,3 %     |

| 1790   | 1800   | 1810   | 1820   | 1830   | 1840   |
| ------ | ------ | ------ | ------ | ------ | ------ |
| 20 488 | 19 358 | 27 750 | 24 057 | 27 115 | 25 093 |

| 1850   | 1860   | 1870   | 1880   | 1890   | 1900   |
| ------ | ------ | ------ | ------ | ------ | ------ |
| 25 936 | 29 615 | 31 696 | 36 018 | 38 647 | 42 276 |

| 1910   | 1920   | 1930   | 1940   | 1950   | 1960   |
| ------ | ------ | ------ | ------ | ------ | ------ |
| 46 413 | 43 741 | 45 507 | 52 502 | 61 336 | 73 195 |

| 1970   | 1980   | 1990    | 2000    | 2010    | 2020    |
| ------ | ------ | ------- | ------- | ------- | ------- |
| 80 356 | 98 004 | 113 229 | 156 638 | 197 145 | 237 378 |